# بزمجه‌دندان
بزمجه‌دندان (نام علمی: Varanodon) نام یک سرده از شاخه طنابداران است.